# Flaga Corpus Christi
Flaga Corpus Christi – jeden z symboli amerykańskiego miasta Corpus Christi.

## Opis flagi
Flagę Corpus Christi stanowi prostokątny płat jasnobłękitnej tkaniny o stosunku wysokości do długości jak 2:3, pośrodku którego umieszczono sylwetkę białej mewy w locie, wokół której ułożone po okręgu osiem białych gwiazd pięcioramiennych. Końce skrzydeł mewy wystają poza okrąg.

## Symbolika
Błękit płata flagi symbolizuje Zatokę Corpus Christi, mewa symbolizuje mieszkańców - zarówno tu urodzonych, jak i tych, którzy pochodząc z innych miejsc osiedli w Corpus Christi. Osiem gwiazd oznacza osiem głównych sektorów gospodarki w mieście: usługi dla rolnictwa, reklamę, przetwórstwo ropy naftowej, przemysł chemiczny, uprawę zbóż, owoce morza, hutnictwo i przemysł metalowy, turystykę.

## Historia
Flagę ustanowiono 10 marca 1953. Jej autorką jest Barbara Hesse - wówczas szesnastoletnia uczennica miejscowej szkoły. Flagę wybrano w drodze konkursu dla uczniów miejskich szkół wszystkich szczebli.